# Championnat de Bolivie de football 2025
Navigation
División Profesional 2024 División Profesional 2026
La saison 2025 de División Profesional est la 92e édition du Championnat de Bolivie de football de première division. Bien que la saison devait initialement débuter le 14 février 2025, des retards dans la résolution des cas disciplinaires susceptibles d'affecter la composition du championnat pour la saison ont finalement forcé la fédération de la date de début à avril.
Un total de 16 équipes participent à la compétition, dont 14 issues de la saison antérieure et 2 provenant de la Copa Simón Bolívar 2024. Cette édition marquera les débuts du Club ABB et du CD Totora Real Oruro à ce niveau.

## Réglement
Le 15 janvier 2025, lors d'une réunion du conseil supérieur de la division professionnelle, la date de début du tournoi a été provisoirement estimée à la mi-février. Le 11 mars 2025, après une réunion entre dirigeants, il a été décidé d'organiser la saison autour d'un seul tournoi.   
La División Profesional 2025 est composée de seize clubs qui s'affrontent tous lors de confrontations aller et retour. Le champion est l'équipe qui obtient le plus grand nombre de points après les 30 journées de championnat. À la fin de la compétition, les trois premières équipes se qualifient pour la Copa Libertadores 2026, les trois clubs suivants se qualifient pour la Copa Sudamericana 2026, le dernier est relégué en Coupe Simón Bolívar l'année suivante alors que l'avant dernier jouera un barrage contre le finaliste de la coupe.

## Participants
L'édition 2025 est la 2e édition consécutive à seize équipes, les deux promus de Copa Simón Bolívar sont le Club ABB et du CD Totora Real Oruro. Ces deux clubs remplacent les deux clubs relégués, le CD Royal Pari exclu de la compétition et le Real Santa Cruz dernier du dernier championnat.
| Club                         | Ville                   | Stade                      | Capacité | Classement 2024          |
| ---------------------------- | ----------------------- | -------------------------- | -------- | ------------------------ |
| Club Bolívar                 | La Paz                  | Hernando Siles             | 42 000   | 1er                      |
| The Strongest La Paz         | La Paz                  | Hernando Siles             | 42 000   | 2e                       |
| Club Aurora                  | Cochabamba              | Félix Capriles             | 32 000   | 3e                       |
| CA Nacional Potosí           | Potosí                  | Víctor Agustín Ugarte      | 32 105   | 4e                       |
| Club Gualberto Villarroel    | Oruro                   | Jesús Bermúdez             | 33 000   | 5e                       |
| Club Blooming                | Santa Cruz de la Sierra | Ramón Tahuichi Aguilera    | 38 000   | 6e                       |
| CD Real Tomayapo             | Tarija                  | IV Centenario              | 15 000   | 7e                       |
| Club Always Ready            | El Alto                 | Municipal de Villa Ingenio | 22 000   | 8e                       |
| CD Jorge Wilstermann         | Cochabamba              | Félix Capriles             | 32 000   | 9e                       |
| FC Universitario             | Cochabamba              | Félix Capriles             | 32 000   | 10e                      |
| Club Independiente Petrolero | Sucre                   | Olímpico Patria            | 30 700   | 11e                      |
| CD San Antonio Bulo Bulo     | Entre Rios Tacuaral     | Carlos Villegas            | 17 000   | 12e                      |
| Oriente Petrolero            | Santa Cruz de la Sierra | Ramón Tahuichi Aguilera    | 38 000   | 13e                      |
| CD Guabirá                   | Montero                 | Gilberto Parada            | 13 000   | 14e                      |
| Club ABB                     | El Alto                 | Municipal de Villa Ingenio | 22 000   | 1er (Copa Simón Bolívar) |
| CD Totora Real Oruro         | Oruro                   | Jesús Bermúdez             | 33 000   | 2e (Copa Simón Bolívar)  |

Légende des couleurs
- Phase de groupe de la Copa Libertadores 2025
- Tour préliminaire de la Copa Libertadores 2025
- Tour préliminaire de la Copa Sudamericana 2025
- Promu de Copa Simón Bolívar 2024

## Compétition
| Rang | Équipe                       | Pts    | J  | G  | N | P  | Bp | Bc | Diff |
| ---- | ---------------------------- | ------ | -- | -- | - | -- | -- | -- | ---- |
| 1    | The Strongest La Paz         | 40     | 17 | 13 | 1 | 3  | 49 | 29 | +20  |
| 2    | Club Always Ready            | 37     | 17 | 11 | 4 | 2  | 50 | 21 | +29  |
| 3    | Club Bolívar T               | 33     | 17 | 10 | 3 | 4  | 41 | 19 | +22  |
| 4    | Club Blooming                | 31     | 17 | 9  | 4 | 4  | 35 | 28 | +7   |
| 5    | Club Gualberto Villarroel    | 26     | 17 | 8  | 2 | 7  | 26 | 29 | -3   |
| 6    | CD San Antonio Bulo Bulo     | 24     | 17 | 6  | 6 | 5  | 30 | 26 | +4   |
| 7    | CD Guabirá                   | 22     | 17 | 6  | 4 | 7  | 31 | 32 | -1   |
| 8    | CA Nacional Potosí           | 20     | 17 | 5  | 5 | 7  | 25 | 21 | +4   |
| 9    | CD Totora Real Oruro P       | 20     | 17 | 5  | 5 | 7  | 25 | 28 | -3   |
| 10   | FC Universitario             | 20     | 17 | 5  | 5 | 7  | 23 | 31 | -8   |
| 11   | Oriente Petrolero            | 19     | 17 | 5  | 4 | 8  | 26 | 35 | -9   |
| 12   | Club ABB P                   | 18     | 17 | 4  | 6 | 7  | 19 | 30 | -11  |
| 13   | CD Real Tomayapo             | 17     | 17 | 3  | 8 | 6  | 17 | 30 | -13  |
| 14   | Club Independiente Petrolero | 15     | 16 | 3  | 6 | 7  | 21 | 34 | -13  |
| 15   | CD Jorge Wilstermann         | 6      | 16 | 1  | 3 | 12 | 11 | 36 | -25  |
| 16   | Club Aurora,                 | -11-33 | 17 | 6  | 4 | 7  | 30 | 30 | 0    |

| Légende : Qualifications et relégations | Légende : Qualifications et relégations                                               |
| --------------------------------------- | ------------------------------------------------------------------------------------- |
|                                         | Qualification pour la phase de groupe de la Copa Libertadores 2026                    |
|                                         | Qualification pour le tour préliminaire de la Copa Libertadores 2026                  |
|                                         | Qualification pour le tour préliminaire de la Copa Sudamericana 2026                  |
|                                         | Relégation indirecte                                                                  |
|                                         | Relégation directe                                                                    |
|                                         | T : Tenant du titre P : Promus de Primera B C : Vainqueur de la Coupe de Bolivie 2025 |

| Résultats (▼dom., ►ext.)                                   | ABB | CAR | Aur | Blo | Bol | Gua | Gua | Pet | Wil | Bul | Pot | Ori | Oru | Tom | Str | Uni |
| Club ABB                                                   |     | -   | 2-1 | 1-1 | 0-3 | 1-1 | -   | 1-2 | -   | 2-0 | 2-2 | -   | 1-2 | 0-0 | -   | -   |
| Club Always Ready                                          | 5-1 |     | -   | 2-1 | -   | -   | 2-0 | 5-0 | -   | 5-2 | 1-0 | -   | -   | 1-1 | 7-2 | -   |
| Club Aurora                                                | -   | 1-1 |     | 4-1 | 0-2 | 0-2 | 3-1 | -   | -   | 2-0 | -   | 5-1 | 2-2 | -   | -   | -   |
| Club Blooming                                              | -   | 1-0 | -   |     | -   | 2-1 | 5-1 | 3-1 | 3-1 | -   | 0-0 | 2-1 | 4-2 | -   | 3-1 | -   |
| Club Bolívar                                               | -   | 2-2 | -   | 5-1 |     | -   | 1-3 | 4-0 | 5-1 | -   | -   | 1-0 | 3-1 | 5-0 | 1-2 | -   |
| CD Guabirá                                                 | -   | 5-0 | 5-2 | -   | 2-4 |     | -   | 1-1 | -   | -   | -   | 1-3 | 3-1 | 1-0 | -   | 3-0 |
| Club Gualberto Villarroel                                  | 1-1 | -   | -   | -   | -   | 4-1 |     | 2-1 | 2-1 | -   | 1-0 | 5-1 | 0-0 | 3-1 | 0-4 | -   |
| Club Independiente Petrolero                               | -   | -   | 2-4 | -   | -   | -   | 0-2 |     | -   | -   | 1-1 | 5-2 | 0-0 | -   | 1-1 | 1-1 |
| CD Jorge Wilstermann                                       | 0-1 | 2-7 | 1-1 | -   | -   | 1-1 | -   | 0-1 |     | 0-3 | -   | -   | -   | 0-0 | 1-2 | 0-2 |
| CD San Antonio Bulo Bulo                                   | 4-0 | -   | -   | 2-2 | 0-1 | 1-1 | 2-0 | 4-2 | 2-0 |     | 2-2 | -   | -   | -   | -   | -   |
| CA Nacional Potosí                                         | -   | 0-1 | 3-1 | -   | 1-1 | 3-0 | -   | -   | 1-2 | -   |     | 4-1 | 2-3 | -   | 0-2 | 5-1 |
| Oriente Petrolero                                          | 3-3 | 1-2 | 3-0 | -   | -   | -   | -   | -   | 2-0 | 1-1 | -   |     | -   | 2-1 | 3-2 | 0-0 |
| CD Totora Real Oruro                                       | 0-1 | 2-2 | -   | -   | 3-1 | -   | -   | -   | 3-1 | 0-2 | -   | 1-1 |     | -   | 1-2 | 2-0 |
| CD Real Tomayapo                                           | -   | -   | 0-0 | 2-2 | 2-1 | -   | 2-1 | 3-3 | -   | 1-1 | 0-1 | -   | 3-2 |     | -   | 1-1 |
| The Strongest La Paz                                       | 3-2 | -   | 3-2 | 3-2 | -   | 5-1 | -   | -   | -   | 6-3 | 2-0 | -   | -   | 6-0 |     | 3-2 |
| FC Universitario                                           | 2-0 | 0-7 | 1-2 | 1-2 | 1-1 | 4-2 | 4-0 | -   | -   | 1-1 | -   | 2-1 | -   | -   | -   |     |
| - Victoire à domicile - Match nul - Victoire à l'extérieur |     |     |     |     |     |     |     |     |     |     |     |     |     |     |     |     |

## Bilan de la saison
| Championnat de Bolivie de football 2025 |   |
| Champion                                |   |
| Coupes et trophées                      |   |
| Vainqueur de la Coupe de Bolivie 2025   | 0 |
| Qualifications continentales            |   |
| Copa Libertadores                       |   |
| Copa Sudamericana                       |   |
| Promotions et relégations               |   |
| Promus en División Profesional          |   |
| Relégués en Ligues régionales           |   |